# 1938 în informatică
- 1937 în informatică — 1938 în informatică — 1939 în informatică

1938 în informatică a însemnat o serie de evenimente noi notabile:

## Evenimente
- Konrad Zuse, la Berlin, finalizează Z1,[1] primul calculator mecanic programabil binar. Era bazat pe algebra booleenă.

- George A. Philbrick finalizează "Automatic Control Analyzer." ("Analizor de control automat."), un computer analog electronic numit Polyphemus.[2][3]

- Claude Shannon a publicat în Transactions of the American Institute of Electrical Engineers[4] un tratat privind reprezentarea clasică a calculului propozițional cu circuite electrice (bazat pe teza sa de masterat din 1937 A Symbolic Analysis of Relay and Switching Circuits - O analiză simbolică a releelor și circuitelor de comutație)

## Nașteri
- 26 aprilie: Manuel Blum, inginer și informatician american de origine venezuelană, laureat al Premiului Turing în 1995 pentru merite în domeniul teoriei complexității și al aplicațiilor acesteia în criptografie.